# محمود العلمي
محمود العلمي، ولد في 22 أغسطس 1914 فاس، بالمغرب سياسي مغربي شغل منصب رئيس الجمعية الوطنية للكشافة بالمغرب.
وفي عام 1978، حصل على وسام الذئب البرونزي ال131، وهو التميز الوحيد الذي حصل عليه للمنظمة العالمية للحركة الكشفية، الذي منحته إياه لجنة الكشافة العالمية للخدمات الإستثنائية للكشافة العالمية.